# Серафимович, Мартын Карлович
Марты́н Ка́рлович Серафимо́вич (ок. 1797 — ок. 1847) — майор, Георгиевский кавалер (1842).
В 1825 году — поручик в Грузинском 14-м гренадерском полку. В 1828 году — штабс-капитан 8-го Пионерного батальона. Участвовал в Русско-персидской войне (1826—1828). 16 (28) ноября 1828 года награждён орденом Святой Анны 3 степени с бантом «в воздаяние отличного мужества и храбрости, оказанных в сражении против турок при осаде и взятии крепости Карса». 17 (29) мая 1841 года произведён в майоры. 3 (15) декабря 1842 года награждён орденом Святого Георгия IV степени (приказ № 6842) за выслугу лет. По данным на 1846 год — плац-майор (помощник коменданта) крепости Новые Закаталы в Джаро-Белоканском военном округе. По данным на тот же год числился майором в Егерском генерал-фельдмаршала князя Варшавского графа Паскевича-Эриванского полку.
Отец другого георгиевского кавалера — Иосифа Мартыновича Серафимовича — награждённого в 1863 году за мужество, проявленное в бою с лезгинами.